# Missègre
Missègre es una localidad  y comuna francesa, situada en el departamento del Aude en la región de Languedoc-Roussillon, situada en un valle al pie del macizo de las Corbières.
A sus habitantes se les conoce por el gentilicio Missegrais.

## Demografía
| 79 | 96 | 75 | 79 | 78 | 66 |
| Para los censos de 1962 a 1999 la población legal corresponde a la población sin duplicidades (Fuente: INSEE [Consultar]) |    |    |    |    |    |

(Población sans doubles comptes según la metodología del INSEE).